# Charitate Christi
Charitate Christi es una encíclica del Papa León XII publicada el 25 de diciembre de 1825 en la que extiende la indulgencia entregada por el pontífice en el Jubileo de 1825 a todo el mundo católico, bajo la lógica de presumir que peregrinaron a Roma y visitaron las cuatro basílicas mayores de la Santa Sede.
Adicionalmente, en esta encíclica el Papa realiza un llamado al clero exhortándolos a que sean menos severos en la administración del sacramento de la Penitencia, no abusando por tanto de potenciales retrasos en la concesión de la absolución de los pecados.